# 勒流街道
勒流街道，中国广东省佛山市顺德区的一个街道，是机械、塑料、五金、中药的生产地。它同时是顺德货柜码头的所在地。街道办驻政和中路1号。
勒流的得名，缘起于街道政府驻地北面的北江支流到此分出一条支流，逆转向西接通西江，古时俗称「额(逆)流」，因嫌其意欠佳，谐音改称「勒流」或「勒楼」，中华民国后统一写作「勒流」。明清时期，勒流属勒楼、黄连、江村、石涌、冲鹤堡地。民国时期划为「第六区」。中华人民共和国成立后至1956年3月，仍称「第六区」。1956年4月改称「勒流区」。1958年2月起分属「勒流镇」和「富裕」、「大晚」两个大乡。同年10月成立「勒流人民公社」。1983年11月恢复区的建制。1987年2月撤区建镇。
下辖：勒流社区、新城社区、光大社区、大晚社区、黄连社区；江义村、龙眼村、扶闾村、西华村、稔海村、富裕村、上涌村、连杜村、江村、新安村、勒北村、南水村、冲鹤村、东风村、众涌村、裕源村、新明村。